# Бергеров систем
Бергеров систем, познат и као разигравање (енгл. Round Robin), кружни је систем спортских такмичења према којем се игра по принципу свако са сваким. Највећу примену нашао је у шаху.
Назван је по аустријском мајстору Јохану Бергеру (среће се још и назив Сонеборн-Бергер). Као најбоље разрађен од свих познатих кружних система, Бергеров систем је поред шаха нашао примену и у свим другим екипним и појединачним спортовима, где год учесници играју по систему „свако са сваким“. Пошто учесници такмичења играју по систему „свако са сваким“, турнири организовани по овом систему дају најправеднији пласман учесника. Сви покушаји за проналажењем праведнијег система, за сада су били неуспешни. 
Бергер-турнири обично су затвореног типа (играчи који учествују, долазе по позиву организатора). Минималан број играча је три, а може се организовати да се игра једнокружно (свако са сваким по једну партију), двокружно (свако са сваким по две партије - једну белим фигурама, другу црним) итд.
Којим ће редом и бојом фигура један играч играти против осталих, зависи од редних бројева које жребом пре почетка такмичења добију учесници турнира. Уколико је за турнир пријављен непаран број играча, у сваком колу један играч је слободан (нема противника) и не добија поене. Победник турнира је играч који сакупи највећи број поена. Уколико више такмичара оствари једнак број поена, успешнији је онај играч чији је већи збир поена са такмичарима из горње половине коначне турнирске табеле.

## Принципи
Непосредно пре почетка турнира, жребају се турнирски бројеви играча. Код непарног броја учесника турнира, у сваком колу један од играча је слободан. Играч број 1 у сваком колу игра са играчем чији је редни број једнак редном броју кола. Изузетак је прво коло, када такмичар број 1 игра са последњим турнирским бројем, или кад је (код непарног броја играча) — слободан.
У случају да оба играча имају „истородне“, односно парне или непарне бројеве, беле фигуре имаће играч са већим бројем, док ако имају „разнородне“ бројеве (један играч има паран, а други непаран број), бели ће бити играч са мањим бројем. Последњи број код парног броја учесника је изузетак - са горњом половином играча он има црне, а са доњом беле фигуре.
За непаран број учесника турнира, таблице су идентичне са првим већим парним бројем учесника (нпр. таблице за 11 играча су исте као за 12). Слободан је онај играч који би требало да игра са последњим бројем при парном броју учесника.
За паран број учесника турнира, играчи са турнирским бројем из горње половине табеле имаће више пута беле фигуре.

## Паровање
Наведени принципи који важе за Бергеров систем доводе до одређених законитости, помоћу којих је могуће прилично лако одредити парове било ког кола и без Бергерових таблица.
Паровати се може:
- помоћу Бергерових таблица
- помоћу табеле
- аритметичким методом
- графичким методом
- алгебарским методом
- помоћу принципа „ширења и сужавања“ аутора Владимира Шакотића

### Варма табела
Варма табела се примењује код извлачења бројева ако је потребно да се играчи из исте шаховске федерације не сретну у последња три кола.

## Деоба места
За случај када није могуће организовати допунски меч (плеј-оф), а на крају турнира два или више учесника имају исти број бодова, коначан пласман одређује се према критеријумима прописаним турнирским правилником. Разликујемо ручно (ако судије рачунају) и рачунарско рачунање (рачунар аутоматски избацује резултат према унапред датим параметрима). Уобичајена правила за ручно рачунање су:
- У појединачној конкуренцији:
  1. успех према победницима
  2. међусобни резултат(и)
  3. већи број победа
  4. Сонеборн-Бергер критеријум
- У екипној конкуренцији:
  1. меч-бодови
  2. међусобни резултат(и)
  3. Сонеборн-Бергер критеријум

У свим случајевима могуће је додати већи број победа, и на крају, жреб.